# Rond de Landeda
La Rond de Landeda è una danza bretone.
È originaria del comune di Landéda nella zona Nord-Ovest del Finistère.

## Descrizione
I ballerini per mano in cerchio ballano sullo schema del Laridé a sei tempi ma durante il ritornello si esegue una serie di 4 salti incrociati procedendo verso sinistra. 
La danza si compone quindi di due parti: una camminata laterale verso sinistra più tranquilla e piatta e una figura saltata più vivace. 
Le braccia accompagnano la danza con movimenti di balance (avanti e indietro).
In alcune varianti locali si eseguono solo 2 salti incrociati.